# Coryssocnemis tigra
Coryssocnemis tigra är en spindelart som beskrevs av Huber 1998. Coryssocnemis tigra ingår i släktet Coryssocnemis och familjen dallerspindlar.
Artens utbredningsområde är Honduras. Inga underarter finns listade i Catalogue of Life.